# 张横
張橫，小说《水滸傳》中人物，绰号船火兒，上应三十六天罡中的天平星，歷史上也確有其人。

## 歷史上的張橫
在靖康末年，黄河两岸民众多有不顺从金朝的，均聚居到太行山地区。其中有太原籍義士張橫率领两千多人，在岚州、宪州等地活动。绍兴五年，金朝政府率军镇压，反而被击败、守将被擒。

## 《水滸傳》中的張橫
张横为江州人氏，是浪里白条張順之兄。其人身材矮小、长相怪异，红发红眼，腮上生有一部发黄的络腮胡子。張橫是江贼出身，常在潯陽江上打劫船隻錢財、害人性命。宋江在江州时遭当地恶霸穆氏兄弟（穆弘、穆春）追殺，误逃到张横船上渡江。船至江心，张横正欲动手杀其劫财时，幸得混江龙李俊驾船相救。经李俊说明，张横和穆家兄弟方才得知眼前之人便是江湖上那大名鼎鼎的及时雨宋江，慌忙叩首谢罪。宋江在浔阳楼题写反诗之后，被黄文炳举报、陷害，最终被江州蔡九知府判死刑。
梁山泊劫法场后，张横、李俊等人在浔阳江旁接应，并大闹无为军，杀死黄文炳，跟随宋江进入梁山泊。梁山泊时期屡立战功，但在与关胜交战时，因轻敌偷袭，被关胜活捉。迎战高俅所率官军时，作为水军头领之一，立功颇多，曾活捉牛帮喜。在征討方臘攻打杭州府时，张顺被杀。张横悲愤交加之时竟遭張順亡魂附體，并斬殺方天定（方腊之子）立下大功。当时杭州城内有瘟疫，张横不幸染病，临终前请求宋江将其尸骨埋到浔阳江旁，次日去世。

## 艺术
张横险些杀死宋江的剧情，作为《张横摆渡》，成为湘剧（祁剧、辰河戏、常德汉剧）及京剧等剧的剧目。

## 画像

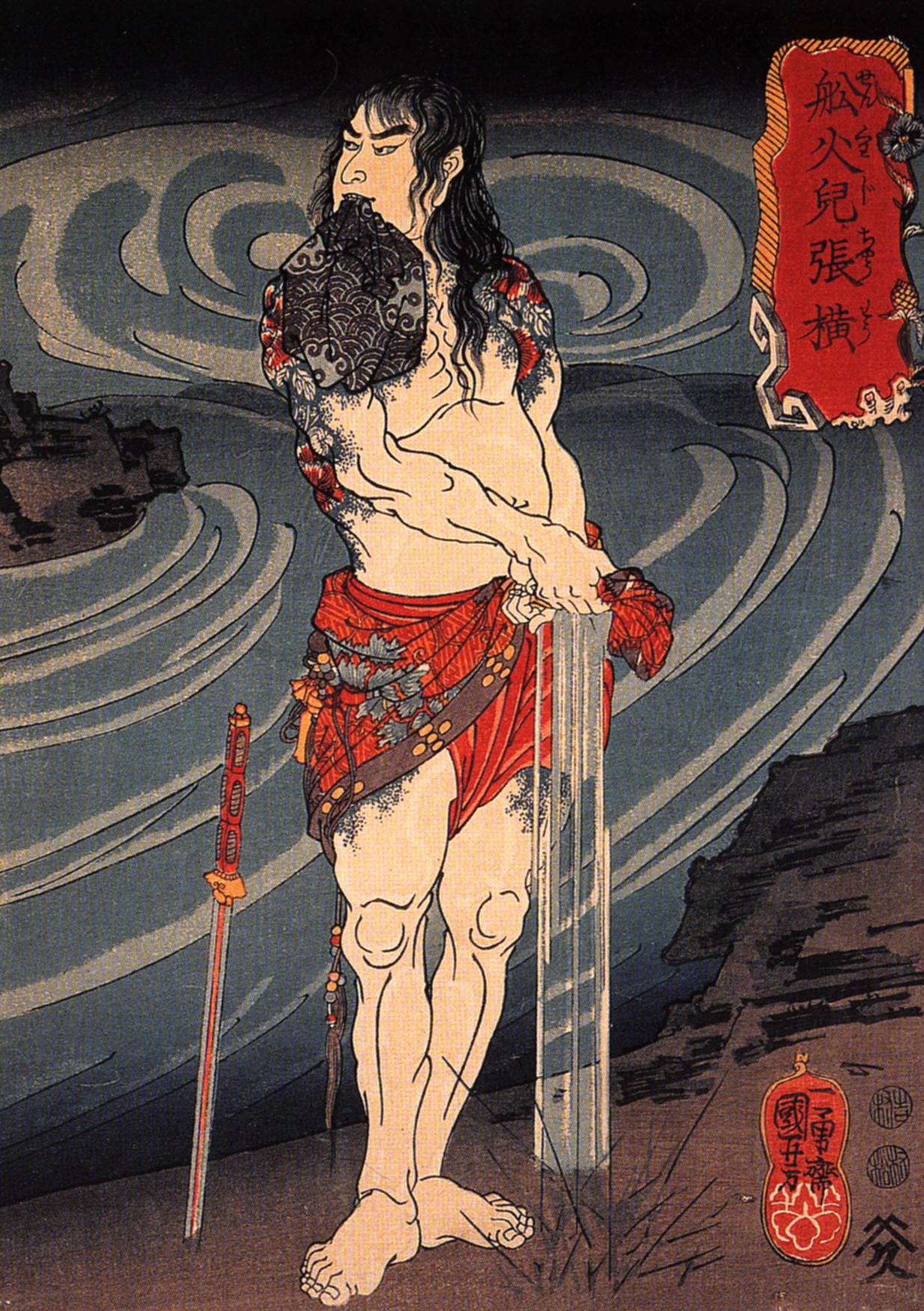
歌川国芳「通俗水滸伝豪傑百八人之一個・舩火児張横」

## 影視
- 1972年香港邵氏《水滸傳》：何汉洲
- 1975年香港邵氏《荡寇志》：何汉洲
- 1983年山东版《水浒》：王晶
- 1998年央视版《水浒传》：兰恭英
- 2011年版《水浒传》：刘科